# Makoto Segawa
Makoto Segawa (født 26. november 1974) er en tidligere japansk fodboldspiller.
Han har spillet for flere forskellige klubber i sin karriere, herunder Yokohama Flügels og Vegalta Sendai.